# Федеральное судебное преследование Дональда Трампа (дело о выборах 2020 г.)
Соединённые Штаты Америки против Дональда Дж. Трампа (англ. United States of America v. Donald J. Trump) —  федеральное уголовное дело против Дональда Трампа, 45-го президента Соединенных Штатов, в отношении его предполагаемого участия в попытках отменить президентские выборы 2020 года в США.
В ноябре 2022 года генеральный прокурор США Меррик Гарланд назначил Джека Смита руководить специальным советником расследования событий 6 января 2021 года и возглавить расследование ФБР в отношении обращения Трампа с правительственными документами.
1 августа 2023 года большое жюри предъявило Трампу обвинение в окружном суде округа Колумбия по четырем пунктам обвинения: «сговор с целью обмана Соединенных Штатов»; «сговор с целью вмешательства в официальные процедуры», «вмешательство и попытку вмешательства в официальные процедуры», «сговор против прав». В обвинительном заключении упоминаются шесть неназванных сообщников. Это третий обвинительный акт против Трампа. Трампа обвинили в том, что «несмотря на поражение» на выборах, он «был полон решимости остаться у власти» и в течение более чем двух месяцев после выборов «распространял ложь» о мошенничестве в ходе голосования, зная, что это недостоверная информация, попытался отменить результаты выборов с помощью заговора с целью назначить новых выборщиков, а затем пытался использовать насилие и хаос в Капитолии, призывая законодателей, на основе ложных заявлений о мошенничестве в ходе выборов, отложить утверждение их результатов. По этим обвинениям Трампу грозит до 50 лет тюрьмы.
3 августа 2023 года Трамп прибыл в Вашингтон из своего гольф-клуба в штате  Нью-Джерси для участия в судебном заседании. Он заявил, что не признаёт себя виновным. Трампа отпустили под обязательство о явке и соблюдении законов, следующее заседание суда назначили на 28 августа.
По состоянию дела на август 2023 года судебный процесс был назначен на 4 марта 2024 года.
2 февраля 2024 года судебное разбирательство было отложено до тех пор, пока Окружной апелляционный суд округа Колумбия не примет решения о том, имеет ли Трамп иммунитет от судебного преследования. Окружной суд постановил, что у Трампа нет иммунитета. Трамп подал апелляцию в США Верховный суд который 1 июля постановил, что бывшие президенты имеют частичный иммунитет от уголовного преследования за их официальные действия, совершенные во время их президентства. 27 августа специальный прокурор Джека Смита предъявил новые обвинения, переформулировав старые обвинения, опустив некоторые конкретные утверждения.
25 ноября 2024 дело было закрыто судьёй Таней Чаткен по ходатайству специального прокурора Джека Смита.

### Сообщники
В обвинительном заключении упоминаются шесть сообщников. Хотя их имена не названы, информационные агентства на основе открытых источников сообщили о том, кто это мог бы быть. Важно подчеркнуть, что хотя они упоминаются как сообщники в данном обвинительном заключении, обвинения им не предъявлены.
- Сообщник № 1: адвокат Трампа Руди Джулиани, это подтвердил его адвокат Роберт Костелло, заявивший в том числе, что обвинительное заключение «выхолащивает Первую поправку»[16].
- Сообщник № 2: адвокат Трампа Джон Истман, это подтвердил его адвокат Харви Сильверглейт, который утверждал, что Истман будет реабилитирован[17].
- Сообщник № 3: адвокат Трампа Сидни Пауэлл. CNN отметила, что даты «иска против губернатора Джорджии», упомянутые в обвинительном заключении, совпадают с иском, поданным Пауэллом[18]. 19 октября Пауэлл признал себя виновным по делу о выборах в штате Джорджия (в котором Трамп фигурирует в качестве сообвиняемого) в соглашении с прокурорами о даче показаний против других обвиняемых в будущих судебных процессах[19][20].
- Сообщник № 4: адвокат Трампа Джеффри Кларк. CNN сопоставил цитаты из электронного письма в обвинительном заключении с цитатами из отчета Сената[18].
- Сообщник  № 5: адвокат Трампа Кеннет Чезебро. CNN сослался на информацию, опубликованную Специальным комитетом Палаты представителей по поводу нападения 6 января[18][21]. 20 октября Чесебро признал себя виновным по делу о рэкете на выборах в Джорджии в обмен на показания на будущих судебных процессах.
- Сообщник  № 6: некий «политический консультант», который якобы назвал адвокатов в Аризоне, Джорджии, Мичигане, Неваде, Нью-Мексико, Пенсильвании и Висконсине, «которые могли бы помочь в фальсификации выборов». 13 декабря 2020 года этот человек присоединился к телефонному разговору с Руди Джулиани и старшим советником предвыборного штаба Трампа[22].

## Критика/Оценки
12 сентября 2023 года Владимир Путин назвал судебное преследование Дональда Трампа политически мотированным, указал что США на его фоне не имеют право учить других демократии.